# دايفيد إيفان
دايفيد إيفان هو لاعب كرة قدم سلوفاكي، ولد في 26 فبراير 1995 في براتيسلافا في سلوفاكيا. شارك مع منتخب سلوفاكيا تحت 16 سنة لكرة القدم ومنتخب سلوفاكيا تحت 21 سنة لكرة القدم. أما مع النوادي، فقد لعب مع نادي برو فيرتشيلي ونادي سامبدوريا.

## وصلات خارجية
- دايفيد إيفان على موقع الاتحاد الأوربي (الإنجليزية)
- دايفيد إيفان على موقع قاعدة بيانات كرة القدم.إي يو (الإنجليزية)
- دايفيد إيفان على موقع ليكيب (الفرنسية)
- دايفيد إيفان على موقع Soccerway.com (الإنجليزية)
- دايفيد إيفان على موقع عالم كرة القدم.نت (الإنجليزية)
- دايفيد إيفان على موقع AS.com (الإسبانية)